# Baff (Jugendmagazin)
Baff (Eigenschreibweise: baff) war eine deutsche Jugendsendung, die von 1968 bis 1971 vom Westdeutschen Rundfunk ausgestrahlt wurde; die Sendung wurde 1969 mit der Goldenen Kamera und dem Goldenen Bildschirm ausgezeichnet.

## Geschichte
Baff gilt als eines der ersten Jugendmagazine im deutschen Fernsehen. Widersprüchliche Aussagen, mit gesellschaftlich und politisch relevanten Themen, wurden hart gegenübergestellt. Zweieinhalb Jahre lang, am Samstagnachmittag, erreichte der für Baff verantwortliche Redakteur Hans-Gerd Wiegand seine jungen Zuschauer. Nach schlechten Infratest-Ergebnissen beschlossen die ARD-Direktoren Ende April 1971, das aggressive Pop-Jugendmagazin müsse aus dem Abendprogramm verschwinden. Prompt reagierte das ZDF und startete im Juli 1971 sein Jugendmagazin unter dem Namen "direkt".
Die Verleihung der Goldenen Kamera 1969 für die Sendung Baff fand am 15. Januar 1970 im Verlagshaus Axel Springer in Berlin statt.